# Partido San Nicolás
San Nicolás ist ein Partido im Norden der Provinz Buenos Aires in Argentinien. Der Verwaltungssitz ist die Stadt  San Nicolás de los Arroyos. Laut einer Schätzung von 2019 hat der Partido 154.520 Einwohner auf 680 km².

## Orte
San Nicolás ist in 12 Ortschaften und Städte, sogenannte Localidades, unterteilt.
- Campos Salles
- Conesa
- Erézcano
- General Rojo
- La Emilia
- San Nicolás de los Arroyos (Verwaltungssitz)
- Villa Campi
- Villa Canto
- Villa Esperanza
- Villa Hermosa
- Villa Riccio
- Somisa